# Практична жена (часопис)
Практична жена је био први модерни илустровани женски часопис у Србији у 20. веку. Покренуло га је марта 1956. године Новинско-издавачко предузеће Дуга, као посебан додатак забавног часописа 300 чуда, а касније, по гашењу матичне публикације, као самостално издање. Године 1974. издавање је преузео Београдски издавачко-графички завод. Часопис је излазио до 3. априла 1993. године када се, попут многих других, угасио због финансијске кризе изазване међународним санкцијама. Часопис је у континуитету излазио 38 година, а последњи је изашао 960. број. Међутим, то није био и крај овог часописа.
Од 1993. као наследника Практичне жене БИГЗ покреће часопис Жена, који убрзо мења наслов у Жена Дуга, настављајући претходну нумерацију. Године 2000. и овај часопис се гаси, али је већ 2001. покренут наследник, поново са првобитним насловом Практична жена. Овај часопис излазио је, са нумерацијом у континуитету, до 2003. године, када се коначно угасио. 
Заједно са наследницима Практична жена излазила је скоро 50 година, а укупно је објављено 1123 броја.

## О часопису
Први број Практичне жене изашао је 5. марта 1956. године. Са корицама у боји и стандардним женским рубрикама, Практична жена је била први модерни женски часопис у послератној Србији. Насловне стране првих бројева биле су испуњене илустрацијама и фотографијама о уређењу стана или гајењу цвећа, да би се их убрзо замениле фотографије манекенки у актуелној модерној одећи, примереној годишњем добу и различитим приликама. На овим насловницама се могу пратити модни трендови тог времена у погледу материјала, дезена и кројева.
Од 1981. године Практична жена излази са поднасловом Породична ревија, а од 1983. Породична ревија за три генерације. У почетку излази двонедељно, а касније повремено мења периодичност на три недеље, односно један пут месечно. Повремено су излазила и специјална издања са сопственом нумерацијом.
Све време часопис је излазио на латиници, али је у периоду 1963-1965 (од броја 175 до броја 261) упоредо излазило и ћирилично издање, а током 1966. и 1967. (од броја 270 до броја 291) и издање на македонском језику.

## Уредници
Практична жена (1956-1993):
- Радмила Протић од првог до броја 215 (1964)
- Зорка Радојковић од броја 216 (1964) до броја 613 (1980)
- Предраг Костић од броја 614 (1980) до броја 822 (1988)
- Оливера Панић од броја 823 (1988) до броја 917 (1991)
- Љиљана Стојановић-Попин од броја 918 (1991) до последњег броја 960, који је изашао 3. априла 1993. године[3]

Жена (касније Жена Дуга):
- Љиљана Стојановић-Попин од првог броја, пратећи континуитет претходника нумерисаног бројем 961 (17. ил 1993) до броја 1082 (1998)
- Вања Булић од 1083. до 1094 броја (1998), са функцијом вршиоца дужности главног и одговорног уредника, као и његови наследници
- Драгош Бујац од броја 1095 (1998) до броја 1099 (1999)
- Лада Муминагић од броја 1100 (1999) до последњег броја 1113 (2000)[4]

Практична жена (2001-2003):
- Од првог броја, који је изашао у новембру 2001. године, до последњег који је изашао 2003. (нумерисани су, у континуитету са претходником, бројевима од 1114 до 1123) главни и одговорни уредник био је Д. М. Тиви.[5]